# Pic de la Mainera
El Pic de la Mainera és una muntanya de 2.909,3 m. d'altitud al límit sud-est del Parc Nacional d'Aigüestortes i Estany de Sant Maurici. Al seu cim conflueixen els termes municipals de la Torre de Cabdella, al Pallars Jussà, i d'Espot i Sort (a l'antic terme de Llessui), al Pallars Sobirà.
Aquest cim està inclòs al llistat dels 100 cims de la FEEC

## Situació
El Mainera està situat als Pirineus axials, a la capçalera de la vall glacial de Peguera (que desguassa al riu Escrita, a Espot); a la part oriental dels Estanys de Cabdella, i a ponent del Clot i estanys de la Mainera, a la Vall d'Àssua, a Llessui. És el nus de tres arestes: la del nord-oest baixa a la collada de Saburó i l'uneix al tuc de Saburó, la del sud s'ajunta amb la pala Pedregosa de Llessui passant pel coll sud de la Mainera, i al nord-est la cresta de la Mainera l'enllaça amb la cresta de l'Avió (així dita perquè un avió alemany s'hi estavellà el 1943) i amb el Muntanyó.

## Geomorfologia
Les roques que formen la Mainera pertanyen al gran batòlit granític de la Maladeta. La intrusió d'aquesta massa de roques plutòniques es produí entre el Carbonífer i el Permià (Paleozoic) fa més de 300 milions d'anys.

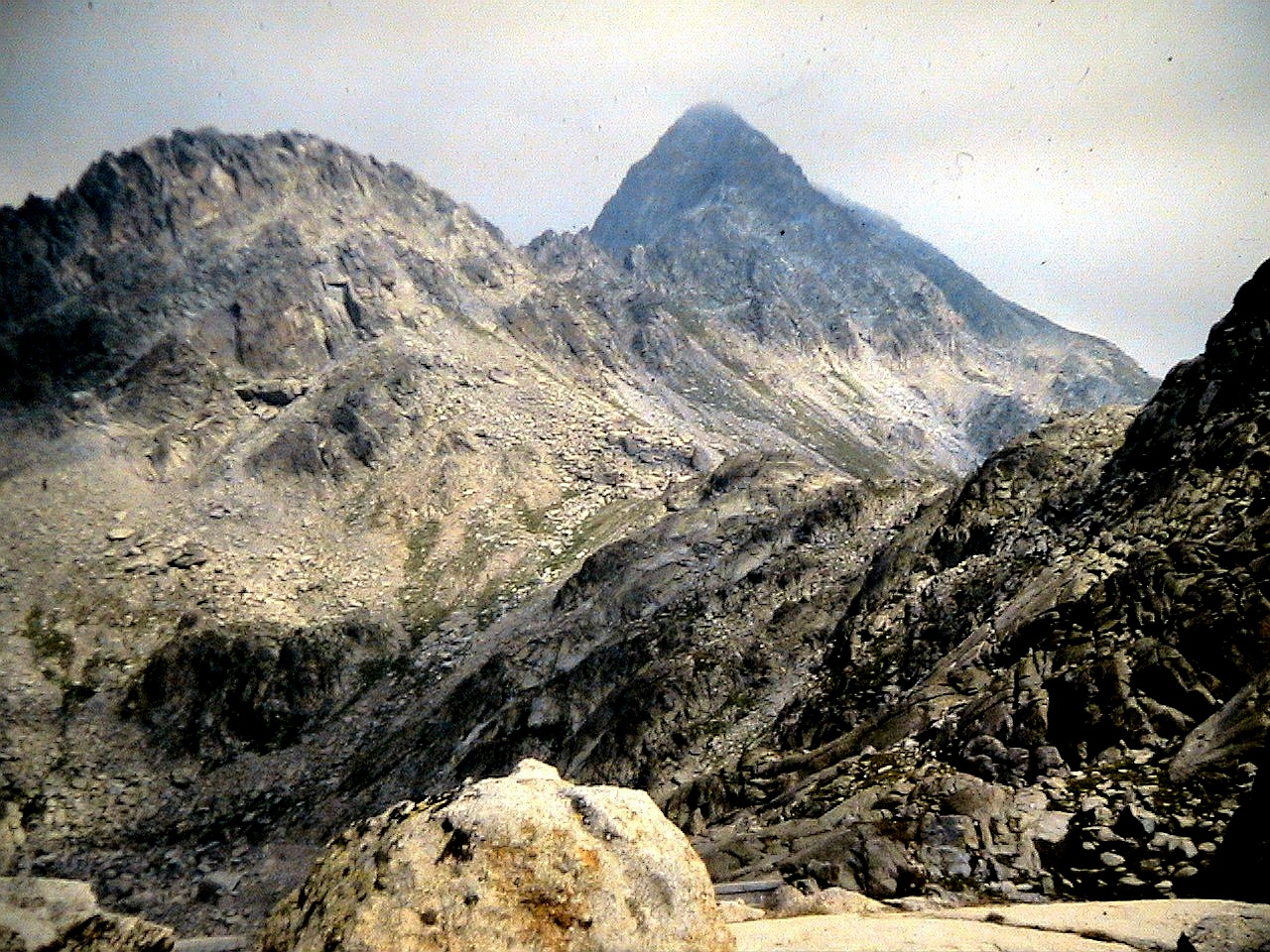
El Pic des de la presa de l'estany Saburó, sobre el Pas de l'Ós. Any 1984

El pic presenta la forma enèrgica i esvelta típica de les muntanyes granítiques que, degut a la seva alçària, han estat sotmeses a una intensa acció de la gelifracció i al pas de pretèrites geleres quaternàries.
El modelat glacial es posa en evidència per: pic de forma piramidal (horn), especialment destacable des de la presa de l'estany de Saburó; les seves arestes són estretes, agudes, verticals i solcades per canals de dejecció; els tarters i caos de roca cobreixen els peus dels seus vessants; la seva línia de cresta és un conjunt de blocs de granit esquarterats i amuntegats, i, sobretot, els circs glacials que l'envolten pels seus tres costats: al nord la Coma del Cap de Port, amb l'estany homònim; a l'est el Clot de la Mainera, amb els seus tres estanys, i a l'oest la coma de l'estany de Mar.
La carena cimera és allargada en sentit nord-oest - sud-est i, durant uns 200 metres, pràcticament plana. El punt culminant es troba a la seva part de llevant, al cap d'amunt de l'aresta sud.

## Ruta

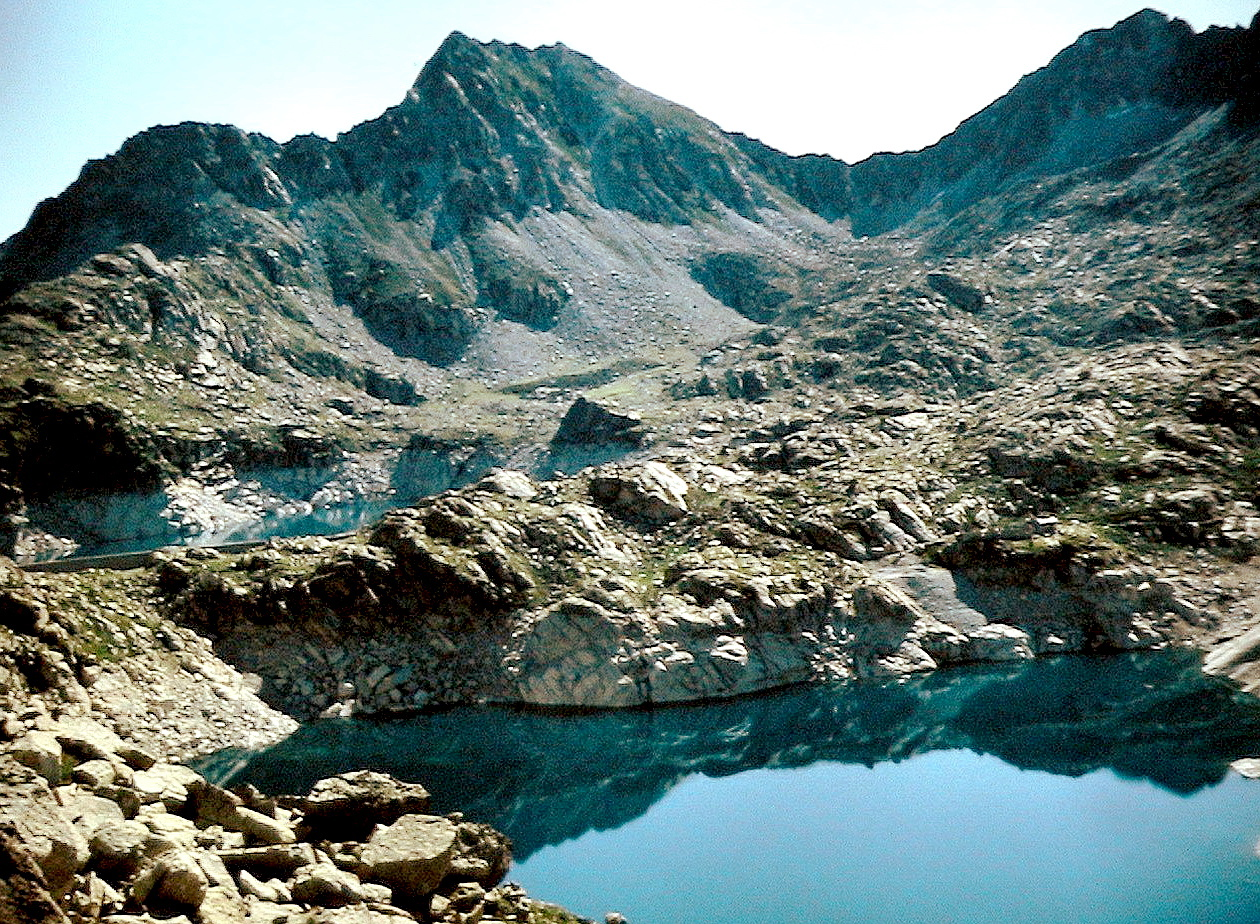
El Coll sud de la Mainera i la Coma d'Estany de Mar al centre de la foto. Any 1984 (Imatge amb anotacions)

- Des del refugi de Colomina: És la ruta més fàcil. S'agafa el sender que, cap a llevant, pel sud de l'estany de Colomina, mena al de Frescau. Es bordeja aquest estany per la seva banda nord i es passa prop de la presa sud de l'estany de Mar, que es deixa a l'esquerra. En direcció nord es va a cercar un petit torrent que drena la coma d'Estany de Mar. Aquesta coma llueix una gran varietat de flors alpines. S'ha d'assolir el coll sud de la Mainera (2.771 msnm) (42° 31′ 16.43″ N, 1° 1′ 36.93″ E / 42.5212306°N,1.0269250°E), sempre visible a llevant, aprofitant els millors passos entre la tartera, especialment abundant cap a la segona meitat de la pujada. Des del coll, cap al nord i amb forta pendent, s'arriba amb facilitat al cim.[7]

- Videos
- Ascensió al pic.
- Flora a la coma d'Estany de Mar